# Masdevallia plantaginea
Masdevallia plantaginea là một loài thực vật có hoa trong họ Lan. Loài này được (Poepp. & Endl.) Cogn. mô tả khoa học đầu tiên năm 1896.